# Jacques le fataliste (film)
Pour l’article homonyme, voir Jacques le Fataliste et son maître.
Pour plus de détails, voir Fiche technique et Distribution.
Jacques le fataliste est un film français d'Antoine Douchet, d'après l’œuvre du même nom de Denis Diderot.

## Synopsis
Transposé au XXe siècle, voici le récit de Diderot, Jacques le Fataliste et son maître, écrit en 1773, publié à Paris en 1796 chez Buisson.
Un réalisateur de cinéma et son chauffeur Jacques se déplacent sur les routes de France, où ils vont connaître diverses tribulations. C'est l'occasion pour le patron et son employé d'échanger considérations générales et souvenirs d'aventures féminines.

## Fiche technique
Source IMDb
- Réalisation : Antoine Douchet
- Scénario et dialogues : Antoine Douchet, d'après l'œuvre de Denis Diderot
- Directeurs de la photographie : Pierre Aïm & Marc Boyer
- Chef électricien : Mikael Monod
- Musique : Spherical Unit Provided, (anciennement Supuration ou Sup)
- Son : Antoine Ouvrier
- Perchman : Yann Le Marpihan
- Accessoiriste : Laurent Desaleux
- Cascades Patrick sendjakedine
- Producteur : Jacques Fusilier
- Directeur de production : André Deroual
- Production : Jacques Fuselier, avec le soutien du Centre national du cinéma et de l'image animée (CNC)
- Distribution : inédit en salle, le film est exploité en DVD par Antoine Douchet lui-même en France (2000) et Eone Entertainment aux États-Unis (20-6-2010), sous le titre Jacques the Fatalist and His Master
- Copyright 1993 by Antoine Douchet
- Pays de production :  France
- Durée : 90 minutes (DVD : 82 minutes)
- Genre : comédie
- Format : couleur - 35 mm (positif & négatif) - 1,66:1 - procédé cinématographique : sphérique
- Dates de sortie : 
  - France : 1er janvier 1993[2]
  - États-Unis : 22 juin 2010 (en DVD)

## Distribution
Source IMDb
- Antoine Douchet : le réalisateur
- Serge Riaboukine : Jacques, son chauffeur
- Joël Demarty : Delvaux
- Bruno Devoldère : Saint-Ouin
- Marie Guillard : Agathe
- Laurence Lerel : Nadège
- Mallaury Nataf : Sylvie
- François Rollin : le juge
- Marc Ségala : le motard
- Stéphane Duprat : le policier
- Spherical Unit Provided : le groupe de métal

## Principaux lieux de tournage
Le film a été tourné entre autres à :
- Épiais-Rhus
- Génicourt
- Marines
- et dans la salle Le Gibus, 18 rue du Faubourg-du-Temple, 75011 Paris (séquence du concert de métal).